# 함백탄광 폭발 사고
함백탄광 폭발 사고는 1979년 4월 14일 낮에 대한민국 강원도 정선군 신동면 함백탄광에서 광부를 태우고 탄광(자미갱)으로 들어가던 광차에 실린 다이너마이트가 폭발하면서 광부들이 피해를 입은 사건이다. 이 사고로 모두 26명이 사망하였고, 38명이 중경상을 입었다.

## 같이 보기
- 장성탄광 화재
- 은성탄광 화재
- 평안 누층군